# Acer stellatum
Acer stellatum é uma espécie de árvore do gênero Acer, pertencente à família Aceraceae.